# Альварес де Пинеда, Алонсо
Ало́нсо А́льварес де Пине́да (исп. Alonso Álvarez de Pineda; 1494—1519?) — испанский мореплаватель.
Был послан в 1519 г. испанским губернатором Ямайки Франсиско де Гараем для исследования и нанесения на карту северного берега Мексиканского залива, в том числе о. Дофин-Айленд. Пинеда проследовал от западного берега полуострова Флорида до города Веракрус, нанеся на карту около 1200 километров береговой линии. Вероятно, он был первым европейцем, посетившим Техас. В августе 1519 г., добравшись до Веракруса, Пинеда столкнулся с Эрнаном Кортесом, попытавшимся взять его в плен. По-видимому, спасаясь от Кортеса, Пинеда двинулся вглубь континента и был убит индейцами — во всяком случае, о его возвращении на Ямайку ничего не известно.